# Odertaler Sägemühle
Odertaler Sägemühle ist ein Ortsteil der niedersächsischen Stadt Braunlage im Landkreis Goslar.

## Geschichte
Die Odertaler Sägemühle, erstmals erwähnt im Jahre 1512, war einst ein wichtiger Bestandteil eines Wirtschaftszweiges im Harz mitten zwischen Bad Lauterberg, Sankt Andreasberg und Braunlage an der heutigen Bundesstraße 27. Die Holzfäller brachten ihr geschlagenes Holz zur Weiterbearbeitung für Bergwerke und den Häuserbau hierher. Das Sägewerk wurde bis zum Jahre 1985 betrieben. Als Antriebe wurden im Laufe der Zeit Schaufelrad, Wasserturbine, Dampfmaschine oder Dieselmotor benutzt. Die Odertaler Sägemühle verfügt bis heute über keine Verbindung zum öffentlichen Stromnetz. Wasserturbine und Dampfmaschine sind noch vorhanden und sollen zur Besichtigung hergerichtet werden.
Nach 1985 wurde die Sägemühle zum Ausflugsziel mit einem Mineralienhaus und einer Ausstellungshalle für Holzschnitt- und -schnitzkunst umgebaut. Von 1998 bis 2004 stand die Odertaler Sägemühle ungenutzt leer. Ab 2004 führte die Familie Fischer das Unternehmen und versuchte, durch Renovierungen und Umbauten einen Anlaufpunkt für jedermann zu schaffen. Zwischen den verschiedenen Häusern des Ensembles wurden 60 Übernachtungsmöglichkeiten, Zeltplätze und Stellplätze für Wohnmobile vorgehalten.
Derzeit (Juli 2025) steht das gesamte Objekt leer und ist ausgeräumt.
Ursprünglich gehörte die Siedlung zur Bergstadt Sankt Andreasberg. Mit deren Eingemeindung nach Braunlage zum 1. November 2011 wurde Odertaler Sägemühle ein Ortsteil der Stadt Braunlage.

## Verkehrsanbindungen
Die Odertaler Sägemühle liegt an der Bundesstraße 27 zwischen Bad Lauterberg und Braunlage, etwa einen Kilometer nördlich der Einmündung der Oder in die Odertalsperre (Stauwurzel).